# Latarnia morska Trwyn Du
Latarnia morska Trwyn Du – latarnia morska położona na grupie skał około 2 kilometrów na wschód od wioski Penmon i około 6 kilometrów od miasta Beaumaris w hrabstwie Anglesey w Walii. Latarnia położona jest na wschodnim krańcu wyspy około pół mili od Puffin Island. Wskazuje drogę do Menai Strait. Latarnia jest wpisana na listę zabytków Royal Commission on the Ancient and Historical Monuments of Wales.
Po zatonięciu w 17 sierpnia 1831 roku płynącego z Liverpoolu parowca Rothsay Castle, na którego pokładzie śmierć poniosło 130 osób, żądania budowy latarni morskiej na wschodnim wybrzeżu Anglesey znacznie się nasiliły. W końcu lat trzydziestych XIX wieku Trinity House rozpoczął prace nad budową latarni według projektu Jamesa Walkera. 29-metrowa wieża o przekroju kolistym została ukończona i oddana do użytku w 1838 roku. 
Latarnia została zautomatyzowana w 1922 roku. W 1996 roku została przebudowana na latarnię zasilaną energią słoneczną. Latarnia jest sterowana z Holyhead Control Centre.